# Bongoville
Bongoville è una città di circa 6 000 abitanti della provincia di Haut-Ogooué, nel Gabon settentrionale.
Si trova nella parte sud-orientale del paese, a 31 km a est di Franceville e a 541 km a
sud-est di Libreville.
Era un tempo conosciuta come Lewai, prima di essere ribattezzata con il suo attuale nome dall'ex presidente Omar Bongo, che vi nacque.